# Platysomus
Platysomus is een geslacht van uitgestorven straalvinnige beenvissen uit het Carboon en Perm en was wereldwijd te vinden. De naam van het geslacht werd in 1843 gepubliceerd door Louis Agassiz. Er zijn in dit geslacht ten minste vijf soorten benoemd.

## Beschrijving
Platysomus, die in zowel zoet water als in zee leefde, had een discusvormig lichaam. De rug- en aarsvin waren naar achteren verlengd. De borst- en buikvinnen waren klein. De staart was gevorkt. De vis moet gezwommen hebben op een manier die wordt aangeduid als body caudal fin locomotion, waarbij de vis een golfbeweging maakt die over het hele lichaam en de staart loopt.
Bij Platysomus waren de kaken, net als bij Canobius, verticaal onder de hersenschedel opgehangen, waardoor het dier zijn bek flink kon opensperren. Platysomus leefde waarschijnlijk van plankton.